# Formula condensata
La formula condensata, nota anche come formula razionale, è una formula chimica, in cui si usa un modo alternativo d'indicare la struttura delle molecole, e possiede una sua utilità pratica nel caso di composti semplici non ciclici. Il suo scopo non è tanto quello di evidenziare la disposizione spaziale degli atomi, ma piuttosto è quello di mostrare come si succedono i legami tra i gruppi che costituiscono una molecola mediante una rappresentazione grafica contratta e compatta.

## Esempi
Ad esempio, l'etanolo viene così indicato:
CH3CH2OH
evidenziando in questo modo un gruppo etilico (CH3CH2-) legato all'ossidrile (OH) caratteristico degli alcoli.
Quando si succedono diversi gruppi dello stesso tipo, o quando sono presenti ramificazioni, i gruppi interessati vengono racchiusi tra parentesi tonde. Ad esempio, l'acido miristico, in cui si succedono 12 ponti metilenici (o gruppi metandiilici), viene così indicato:
CH3(CH2)12COOH
mentre una molecola ramificata come l'isoottano è indicata nel seguente modo:
CH3C(CH3)2CH2CH(CH3)2